# Saka Jaya
Saka Jaya is een bestuurslaag in het regentschap Muara Enim van de provincie Zuid-Sumatra, Indonesië. Saka Jaya telt 1209 inwoners (volkstelling 2010).